# Ґажево
Ґажево (пол. Garzewo, нім. Alt Garschen) — село в Польщі, у гміні Свьонтки Ольштинського повіту Вармінсько-Мазурського воєводства.
Населення — 117 осіб (2011).
У 1975-1998 роках село належало до Ольштинського воєводства.

## Демографія
Демографічна структура станом на 31 березня 2011 року:
|          | Загалом | Допрацездатний вік | Працездатний вік | Постпрацездатний вік |
| -------- | ------- | ------------------ | ---------------- | -------------------- |
| Чоловіки | 62      | 16                 | 41               | 5                    |
| Жінки    | 55      | 15                 | 31               | 9                    |
| Разом    | 117     | 31                 | 72               | 14                   |